# District de Cheb
Le district de Cheb (en tchèque : okres Cheb) est un des trois district de la région de Karlovy Vary, en Tchéquie. Son chef-lieu est la ville dont il porte le nom. La moitié septentrionale est un vaste bassin sédimentaire, le bassin d'Egra.

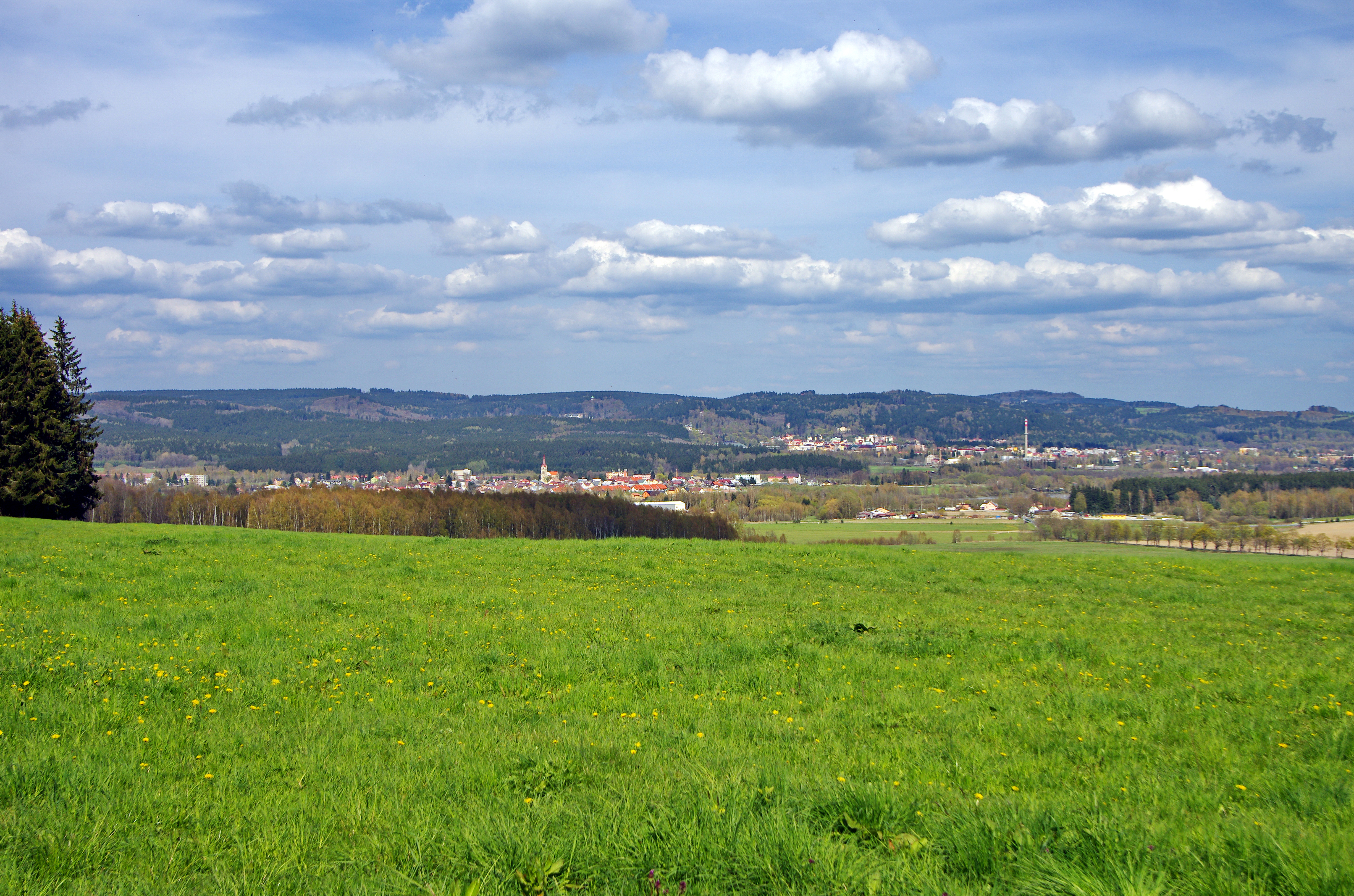
Paysage autour de Velká Hleďsebe et Mariánské Lázně.

## Économie
La région est principalement vouée à l'agriculture céréalière et au tourisme, bien que le sous-sol recèle quelques gisements de charbon et de schiste ardoisier. L'industrie du bâtiment exploite des carrières de granit et des gravières.
L'agriculture maraichère s'est redressée depuis l'abolition du collectivisme. L'industrie textile et les constructions mécaniques se concentrent à Egra/Cheb et Aš. Luby, spécialisée dans la lutherie, passait du temps de l'Autriche-Hongrie comme la « Crémone de l'Empire,. » Skalná possède une usine de porcellaine et de céramique.
Les stations thermales de Bohême (tout particulièrement Marienbad et Franzensbad) continuent de stimuler le tourisme avec annuellement plus d'un million et demi d'étrangers effectuant un séjour de plus d'une semaine.

## Liste des communes
Le district compte 40 communes, dont dix ont le statut de ville (en gras) :

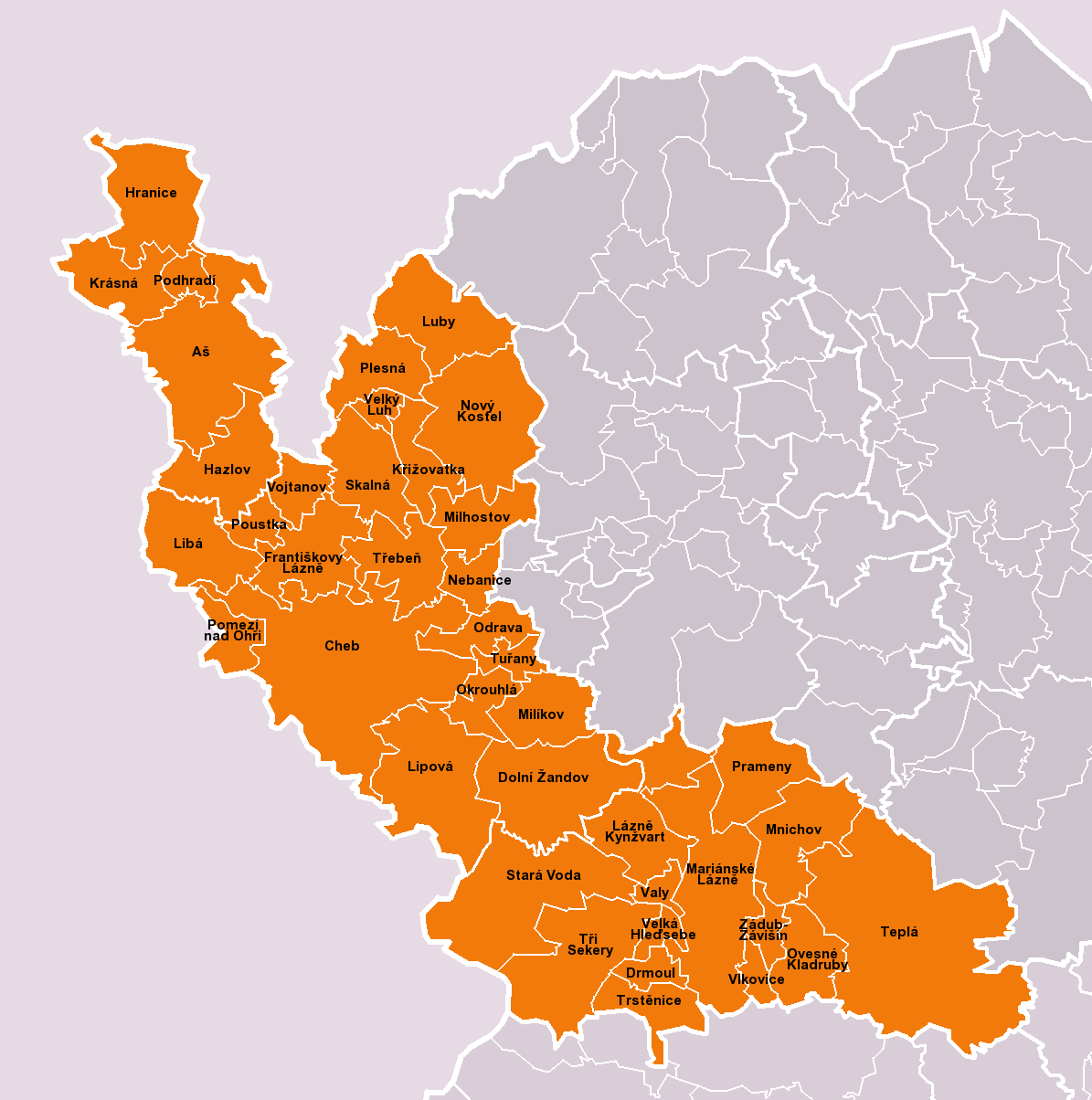
Carte administrative du district de Cheb.

Aš - 
Egra (Cheb) -
Dolní Žandov - 
Drmoul - 
Franzensbad (Františkovy Lázně) - 
Hazlov - 
Hranice - 
Krásná - 
Křižovatka - 
Lázně Kynžvart - 
Libá - 
Lipová - 
Luby - 
Marienbad (Mariánské Lázně) - 
Milhostov - 
Milíkov - 
Mnichov - 
Nebanice - 
Nový Kostel - 
Odrava - 
Okrouhlá - 
Ovesné Kladruby - 
Plesná - 
Podhradí - 
Pomezí nad Ohří - 
Poustka - 
Prameny - 
Skalná - 
Stará Voda - 
Teplá -
Trstěnice - 
Třebeň - 
Tři Sekery - 
Tuřany - 
Valy - 
Velká Hleďsebe - 
Velký Luh - 
Vlkovice - 
Vojtanov - 
Zádub-Závišín

## Principales communes
Population des dix principales communes du district au 1er janvier 2025 et évolution depuis le 1er janvier 2024 :
| Cheb / Egra                     | 32 808 | en stagnation |
| Mariánské Lázně / Marienbad     | 14 052 | en diminution |
| Aš                              | 12 684 | en diminution |
| Františkovy Lázně / Franzensbad | 5 607  | en diminution |
| Teplá                           | 2 903  | en diminution |
| Velká Hleďsebe                  | 2 402  | en diminution |
| Luby                            | 2 191  | en diminution |
| Hranice                         | 2 070  | en diminution |
| Skalná                          | 1 892  | en diminution |
| Plesná                          | 1 886  | en diminution |